# Arcuaplectron woocallense
Arcuaplectron woocallense är en insektsart som beskrevs av Tim R. New 1985. Arcuaplectron woocallense ingår i släktet Arcuaplectron och familjen myrlejonsländor. Inga underarter finns listade i Catalogue of Life.